# Lockheed
Lockheed Corporation, «Ло́кхид» [ˈlɑːkhiːd] — авиастроительная компания США, созданная в 1912 году и слившаяся с компанией Martin Marietta в 1995 году, в результате чего образовалась компания Lockheed Martin. Более двух третей доходов от продаж продукции и предоставляемых услуг составлял федеральный клиентский сектор обслуживания военных заказов (без учёта иностранных заказчиков американского вооружения и военной техники). В 1980-е годы стабильно входила в дюжину крупнейших подрядчиков военно-промышленного комплекса США по объёму заказов.

## История
Alco Hydro-Aeroplane Company была основана в 1912 году братьями Алланом и Малкольмом Локхид (Allan & Malcolm Loughead). Эта компания была переименована в Loughead Aircraft Manufacturing Company и располагалась в Санта-Барбаре (Калифорния), в 1922 году прекратила существование.
В 1926 году Аллан Локхид сформировал Lockheed Aircraft Company (написание было изменено, чтобы соответствовать его фонетическому произношению) в Голливуде. В 1929 году компания стала дочерней структурой Detroit Aircraft Corporation. В этот период была разработана модель моноплана Lockheed Vega, на которой Уайли Пост в 1933 году совершил первый в истории кругосветный перелёт.
Великая депрессия разрушила авиарынок и Detroit Aircraft Corporation обанкротилась. Группа инвесторов (синдикат), возглавлявшаяся братьями Робертом и Куртландтом Гроссами и Уолтером Варни, купила компанию в 1932 году всего за 40 тыс. долл. (660 тыс. в ценах 2011 года). В 1934 году компания была преобразована в Lockheed Corporation, разместившуюся в Бербанке (Калифорния); Роберт Э. Гросс стал председателем, его брат Куртландт С. Гросс был соучредителем и стал руководителем после смерти Роберта в 1961 году.
С приближением Второй мировой войны корпорация включилась в милитаризацию экономики США. Модель 14 Lockheed Super Electra послужила базовой для создания бомбардировщика A-28 Hudson, который стоял на вооружении Великобритании и США, и во время Второй мировой войны использовался преимущественно в качестве противолодочного самолёта. Другой пассажирский самолёт, Lockheed 18 Lodestar, был использован для создания ударного самолёта PV Ventura. В 1943 году была создана секретная лаборатория Skunk Works, в которой был спроектирован первый в США серийный реактивный истребитель Lockheed F-80 Shooting Star.
В послевоенные годы корпорация осталась ведущим разработчиком военных самолётов в США, ею были спроектированы такие модели, как F-104 Starfighter, U-2, SR-71 Blackbird, F-117 Nighthawk. В 1955 году началось производство транспортного самолёта C-130 Hercules, ставшего самой успешной моделью грузового самолёта в мире, его модификации выпускаются до сих пор. В 1963 году совершил первый полёт C-141 Starlifter, а через пять лет — самый тяжёлый американский самолёт C-5 Galaxy.
Хотя и с меньшим успехом, но корпорация развивала и гражданское авиастроение, уже в 1946 году начался выпуск модели Lockheed Constellation, в 1957 году — частного реактивного самолёта JetStar. В 1970 году совершил первый полёт авиалайнер L-1011 TriStar, на котором использовались двигатели Rolls-Royce RB211; проблемы с этим двигателем привели к банкротству Rolls-Royce и вызвали серьёзные финансовые проблемы у Lockheed, модель TriStar стала последней разработкой корпорации для гражданской авиации.
В 1953 году была создана Lockheed Missiles & Space Company, начавшая разработку и производство баллистических и космических ракет. Из ракет военного назначения Lockheed специализировалась на ракетах, предназначенных для запуска с подводных лодок: Polaris (1960 год), Poseidon (1971 год), Trident I (1979 год), Trident II (1990 год). Из участия в космических программах важным этапом было производство телескопа «Хаббл». Кроме этого, в конце 1950-х годов было создано подразделение авионики.
В начале 1990-х годов у General Dynamics был куплен комплекс предприятий в Форт-Уэрт по производству военных самолётов, в частности F-16. В 1995 году Martin Marietta объединилась с Lockheed Corporation, образовав Lockheed Martin.